# Gadar: Ek Prem Katha
Gadar: Ek Prem Katha è un film indiano del 2001 diretto da Anil Sharma e con protagonisti Sunny Deol, Amisha Patel e Amrish Puri. Il film è stato candidato a vari premi destinati al cinema di Bollywood. Con un incasso stimato intorno ai 24,75 milioni di dollari, Gadar è il quinto maggiore incasso nella storia del cinema indiano.

## Trama
Si apre con la guerra tra indù sikh e musulmani. La storia narra di una ragazza di religione musulmana che fugge dagli attentati dei suoi compatrioti. Non riuscendo a prendere il treno con la sua famiglia finisce calpestata, ma riesce a sopravvivere, quando riprende i sensi si accorge che un gruppo di musulmani la vuole violentare e uccidere, così fugge sulle rotaie di un treno, incontrando un Sikh che le salva la vita prendendola con sé. La porta nella sua casa e la veste da sikh per evitare problemi. Dopo molto tempo si innamorano e decidono di sposarsi. Hanno un figlio. Il padre della ragazza è un politico molto importante che a sua insaputa organizza un matrimonio per la figlia, quest'ultima si rifiuta dichiarando che se suo marito è vivo, lei non può sposarsi di nuovo.
Finisce all'ospedale e poi con suo marito e suo figlio ritorna in India.